# Soledad Ruiz Seguín
Pour les articles homonymes, voir Ruiz et Seguin.
Ana Soledad Ruiz Seguín, née à Ceuta le 25 janvier 1962, mieux connue sous le nom de Soledad Ruiz Seguín, est une experte dans les domaines socioprofessionnels, du marketing, dans les politiques européennes de genre et dans la violence de genre. Elle est responsable du secrétariat de politiques sociales et de sécurité sociale de l'UGT (Union générale des travailleurs) d'Andalousie depuis 2013.  
Elle a été secrétaire exécutive confédérale de l'Área de la Mujer à l'UGT (littéralement zone de la femme, cellule d'aide aux politique d'égalité de genre) jusqu'à 2004, directrice de l'Institut Andalou de la Femme de 2004 à 2008 et de 2012 à 2013 (et de l'Institut andalou de la Femme de 2004 à 2008 et de 2012 à 2013) et directrice générale chargée de la violence de genre de 2008 à 2012, en étant la première personne à occuper cette fonction nouvellement créée dans la Junte d'Andalousie. 
Pour les premières négociations de la Commission Européenne avec les interlocuteurs sociaux en matière d'égalité de genre, elle fut la représentante de l'Espagne (il ne pouvait y avoir qu'une personne par pays). Elle a conçu des politiques publiques nouvelles en matière de lutte contre la violence de genre, notamment la notification en temps réel des ordonnances de protection des victimes de violences de genre entre les juges et les forces de l'ordre, ou par la signature d'un accord de coopération pour l'amélioration de la lutte contre la violence de genre entre les ministères de la communauté autonome andalouse (consejerías), des syndicats et d'autres organisations.

## Carrière syndicale
Soledad Ruiz est une experte dans les domaines socioprofessionnels et le marketing, en tant que fonctionnaire au sein de l'Institut national de l'emploi (INEM - SEPE). Elle a entamé sa trajectoire syndicale à l'UGT, organisation syndicale dans laquelle elle a appris à « être féministe et à travailler en égalité de genre » et a pris conscience de que « pour changer l'injustice de ce monde, nous devons changer l'histoire, et l'histoire est changée par les hommes et les femmes »[réf. nécessaire]. 
Elle a occupé divers postes à responsabilité à l'UGT après son adhésion en 1985. En 1994, elle a été élue secrétaire générale de sa province puis en 1995 responsable du département confédéral des femmes. En 2002, elle a rejoint la Commission exécutive confédérale de l'UGT en tant que secrétaire exécutive confédérale de l'Área de la Mujer (littéralement zone de la femme, cellule d'aide aux politique d'égalité de genre), poste qu'elle a occupé jusqu'à sa nomination, en 2004, en tant que directrice de l'Institut andalou des femmes,.  
Son travail syndical s'effectue en faveur des droits des femmes, aussi bien au niveau national qu'à l'international, en participant à la négociation de l'accord-cadre qui s'est matérialisé dans la première directive communautaire sur le congé parental en 2010. Elle a été la responsable de la négociation entre 2003 et 2004, dans le processus de dialogue social européen, pour l'élaboration d'un « cadre d'action sur l'égalité des chances entre les femmes et les hommes ». Elle a aussi participé à l'élaboration de la recommandation et la convention 183 sur la protection de la maternité de l'Organisation internationale du travail (OIT). Entre 1995 et 2004, elle a également été membre du comité des femmes de la Confédération européenne des syndicats et du comité féminin de la Confédération internationale d'organisations syndicales libres, ensuite dénommée Confédération syndicale internationale (CSI),,,,.
Après son engagement politique, elle est revenue à l'UGT où elle est devenue responsable du secrétariat de politiques sociales et de la sécurité sociale de l'UGT d'Andalousie depuis 2013, dans l'équipe de Carmen Castilla, première femme élue secrétaire générale de l'UGT Andalousie[réf. nécessaire].

## Carrière politique
Elle a été Directrice de l'Institut andalou de la femme durant deux périodes, de 2004 à 2008 et de 2012 à 2013. Elle a été alors responsable de l'élaboration et de démarches postérieures sur deux projets de loi en matière d'égalité. Le résultat a été l'approbation par le Parlement de l'Andalousie de la Loi 12/2007, le 26 novembre 2007, pour la promotion de l'égalité de genre en Andalousie et la Loi 13/2007, le même jour, de mesures de prévention et de protection intégrale contre la violence de genre. Elle a aussi été la responsable du Pacte andalou pour l'égalité de genre, signé par le gouvernement andalou et le conseil andalou de participation des femmes en 2013,,.
Elle a réformé et actualisé l'offre de services de l'Institut andalou de la femme, ce qu'il a valu à l'organisme deux prix dans un concours à la qualité et à l'administration numérique organisé par la Junte de l'Andalousie, dans les catégories : « excellence dans les services publics » et « implantation d'un système de gestion de la qualité »[réf. nécessaire]. 
Elle a été directrice générale chargée de la violence de genre en Andalousie entre 2008 et 2012. Elle a été la première en occuper ce poste, lorsque le gouvernement andalou a créé cette direction générale en 2008 au sein de l'administration régionale. Elle a travaillé à la coordination entre les administrations et les acteurs sociaux pour l'amélioration des procédures en cas de violence machiste, pour concevoir et appliquer le Point de coordination des mandats de protection entre les organes judiciaires et les services sociaux et d'attention à la femme, et aussi à la procédure de coordination et coopération Institutionnelle pour l'amélioration de l'action contre la violence de genre et l'observatoire andalou de la violence de genre,.

## Reconnaissances
En mars 2016, la municipalité de La Rinconada (Séville) a reconnu son travail politique et syndical. La même année, l'UGT-Jaén lui a rendu un hommage pour sa carrière comme femme syndicaliste et pour son travail à la tête du secrétariat de politiques sociales et de sécurité sociale de l'UGT d'Andalousie.